# ミダス (バンド)
ミダス（Midas）は、日本のプログレッシブ・ロック・バンド。

## 来歴
1982年に結成。1988年、プログレ・バンドのオムニバス・アルバム『Progressve's Battle 1988』に参加。
同年に1stアルバム『風そよぐ心の丘へ / Beyond The Clear Air』を発表。海外でも高評価を得る。
2009年に結成25周年を記念した6枚目のアルバム『25th Anniversary Concert & Early Rare Tracks』と1stアルバム『Beyond The Clear Air』を世界発売。
以後、活発なライブ活動を経て2013年7枚目のアルバム『タッチ・ザ・クリア・エアー』を、2017年に最新作『雲来末/エターナル・ヴォヤージュ』を発表。
ジャパニーズ・プログレを代表するバンドのひとつとして現在も活躍中。

## 特徴
ヴァイオリンをフィーチャーしたシンフォニック／プログレッシブ・ロック・バンド。

## メンバーと担当楽器

### 2025年現在のメンバー
- 右遠 英悟 (Eigo Utoh) - ヴァイオリン、ギター、ボーカル
- 林 睿昌 (Eisho Lynn) - キーボード
- 武田 泉 (Izumi Takeda) - ベース、ペダル・シンセサイザー、ボーカル
- 逸見 勝 (Masaru Henmi) - ドラム、パーカッション

## ディスコグラフィ
- 『風そよぐ心の丘へ』 - Beyond The Clear Air (1988年) ※2009年再発
- 『ミダス・II』 - MIDAS II (1996年)
- 『第三の処置』 - Third Operation (1999年)
- 『インターナショナル・ポピュラーアルバム』 - International Popular Album (2000年)
- 『イン・コンサート (ライヴ!)』 - In Concert (2002年)
- 『LIVE & RARE: 25TH ANNIVERSARY CONCERT & EARLY RARE TRACKS』 - 25th Anniversary Concert & Early Rare Tracks (2009年)
- 『タッチ・ザ・クリア・エアー』 - Touch The Clear Air (2013年)
- 『雲来末/エターナル・ヴォヤージュ』 - Eternal Voyage (2017年)